# Distretto di Varaš
Il distretto di Varaš (in ucraino Вараський район?) è un distretto dell'oblast' di Rivne, in Ucraina. È stato creato il 18 luglio 2020 nell'ambito della riforma delle divisioni amministrative dell'Ucraina.. Il centro del distretto è la città di Varaš. Ha una popolazione di 138 118 abitanti.